# Санта-Мария-Чималапа
Санта-Мария-Чималапа (исп. Santa María Chimalapa) — муниципалитет в Мексике, входит в штат Оахака. Население — 8506 человек (на 2010 год).